# Nicholls Town
Nicholls Town es una ciudad ubicada en Andros Norte, parte de la isla de Andros en las Bahamas. La ciudad cuenta con una amplia playa.
Lleva el nombre de Edward Nicolls, un líder militar anglo-irlandés en el Caribe a principios del siglo XIX. Nicolls fue un abolicionista activo y gracias a él muchos ex esclavos pudieron escapar de los Estados Unidos. Los fundadores de Nicholls Town fueron ex esclavos refugiados de los Estados Unidos.: 129 
El Andros Island Beach Resort está ubicado en Nicolls Town. La ciudad es el centro de buceo y snorkel en el norte de Andros.
Tiene una población de 645 (censo de 2010). El pueblo es servido por el aeropuerto de San Andros.